# Sheffield and Hallamshire County Senior League
Sheffield and Hallamshire County Senior Football League là một giải đấu bóng đá Anh dành cho các câu lạc bộ ở vùng South Yorkshire của Anh. Giải đấu được quản lý bởi Sheffield and Hallamshire Football Association.
Có tổng cộng 3 hạng đấu, hạng đấu cao nhất là Premier Division, nằm ở Bậc 7 (Cấp độ 11) của Hệ thống các giải bóng đá ở Anh.
Bởi lý do tài trợ, hiện tại giải đấu có tên là Pete's Patisserie County Senior Football League.

## Lịch sử
Giải đấu thành lập năm 1983 là kết quả của sự hợp nhất giữa 2 giải đấu lâu đời:
- Hatchard League, thành lập năm 1894 và được đặt tên theo một chính trị gia địa phương đã hiến dâng danh hiệu cho Sheffield & Hallamshire FA. Giải đấu giải thể năm 1923 nhưng tái lập lại sau Thế chiến thứ II.
- Sheffield Association League, thành lập năm 1897. Năm 1960 giải đấu đổi tên thành Sheffield & Hallamshire County Senior League, tên gọi mà nó vẫn được dùng lại cho giải đấu mới.
Mùa hè năm 1983, hai giải đấu quyết định hợp nhất và quyết định lấy tên cũ Sheffield & Hallamshire County Senior League.
Năm 2011 FA đã thưởng cho hạng đấu cao nhất vị trí Bậc 7 (Cấp độ 11) của Hệ thống các giải bóng đá ở Anh.

## Thể thức
Trong 9 mùa giải đầu tiên, giải đấu có 4 hạng đấu, nhưng chỉ còn 3 hạng đấu kể từ năm 1992. Mùa giải 2015-16 có tổng cộng 41 câu lạc bộ tham gia.
Một đội bóng ở Premier Division có thể thăng hạng lên Bậc 6 (thường là Northern Counties East League), nhưng đội lên hạng phải nằm ở top 5 và đáp ứng đủ tiêu chuẩn sân bãi.
Các đội Dự bị có thể thăng hạng, nhưng chỉ có 3 đội được phép chơi Premier Division.
Giải đấu cũng tổ chức Sheffield & Hallamshire County Senior League Cup, giải đấu Cup dành cho tất cả các câu lạc bộ ở giải đấu chính và cả giải đấu U21.

## Các Câu lạc bộ mùa giải 2015–16

### Premier Division
| Đội bóng                                      | Vị thứ mùa giải 2014-15           |
| --------------------------------------------- | --------------------------------- |
| AFC Penistone Church (Penistone Church Dự bị) | N/A (đội bóng mới)                |
| Athersley Recreation Dự bị                    | thứ 8                             |
| Frecheville Community Association             | thứ 13                            |
| Handsworth Parramore Dự bị                    | thứ 4                             |
| Houghton Main                                 | thứ 2                             |
| Jubilee Sports                                | thứ 5                             |
| Millmoor Juniors                              | thứ 10                            |
| North Gawber Colliery                         | thứ 1 ở Division One (thăng hạng) |
| Oughtibridge War Memorial                     | thứ 7                             |
| Stocksbridge Park Steels Dự bị                | thứ 6                             |
| Swallownest                                   | thứ 3                             |
| Swinton Athletic                              | thứ 1                             |
| Thorpe Hesley                                 | thứ 3 ở Division One (thăng hạng) |
| Wickersley                                    | thứ 12                            |

| Đội bóng               | Vị thứ mùa giải 2014-15                |
| ---------------------- | -------------------------------------- |
| AFC Dronfield          | thứ 9                                  |
| Byron House            | thứ 4 ở Division Two (promoted)        |
| Caribbean Sports       | thứ 2 ở Division Two (promoted)        |
| Davy                   | thứ 11                                 |
| Denaby Main            | thứ 1 ở Division Two (thăng hạng)      |
| Denaby United          | thứ 3 ở Division Two (thăng hạng)      |
| Ecclesfield Red Rose   | thứ 4                                  |
| High Green Villa       | thứ 7                                  |
| Kingstone United       | thứ 6                                  |
| Millmoor Juniors Dự bị | thứ 12                                 |
| Sheffield Bankers      | thứ 10                                 |
| Silkstone United       | thứ 5                                  |
| South Kirkby Colliery  | thứ 8                                  |
| Wombwell Main          | thứ 11 ở Premier Division (xuống hạng) |

| Đội bóng                         | Vị thứ mùa giải 2014-15   |
| -------------------------------- | ------------------------- |
| Bawtry Town                      | thứ 13                    |
| Brinsworth Whitehill             | thứ 2 ở SYAL (thăng hạng) |
| Grimethorpe Sports               | thứ 1 ở SYAL (thăng hạng) |
| Hemsworth MW Dự bị               | N/A (đội bóng mới)        |
| Houghton Main Dự bị              | N/A (đội bóng mới)        |
| Kiveton Park                     | thứ 10                    |
| Maltby Main Dự bị                | thứ 7                     |
| New Bohemians                    | thứ 11                    |
| North Gawber Colliery Dự bị      | N/A (đội bóng mới)        |
| Sheffield Lane Top               | thứ 12                    |
| Swallownest Dự bị                | N/A (đội bóng mới)        |
| Treeton Terriers                 | N/A (đội bóng mới)        |
| Worsbrough Bridge Athletic Dự bị | thứ 5                     |

| Mùa giải | Premier Division                  | Division One                      | Division Two                           | Division Three                 |
| -------- | --------------------------------- | --------------------------------- | -------------------------------------- | ------------------------------ |
| 1983–84  | Windsor                           | Crookes                           | Woodsetts                              | Stella                         |
| 1984–85  | Ecclesfield Red Rose              | Firparnians                       | Brunsmeer                              | Staveley Works Dự bị           |
| 1985–86  | BSC Parkgate Dự bị                | Oxley Park                        | Worsbrough Bridge Miners Welfare Dự bị | Bradley                        |
| 1986–87  | Mexborough Main Street            | Maltby Miners Welfare Dự bị       | Parramore Sports                       | Denaby & Cadeby Miners Welfare |
| 1987–88  | Ash House                         | Ecclesfield Red Rose              | Denaby & Cadeby Miners Welfare         | Caribbean Sports               |
| 1988–89  | Ash House                         | Denaby & Cadeby Miners Welfare    | Goldthorpe Colliery                    | Wath St. James                 |
| 1989–90  | Ash House                         | Caribbean Sports                  | Wath St. James                         | Treble                         |
| 1990–91  | Ash House                         | Wath Saracens Athletic            | Thurcroft Ivanhoe                      | High Green Villa               |
| 1991–92  | Phoenix                           | Frecheville Community Association | High Green Villa                       | Staveley Miners Welfare        |
| 1992–93  | Frecheville Community Association | High Green Villa                  | Staveley Miners Welfare                |                                |
| 1993–94  | Mexborough Main Street            | Penistone Church                  | Grimethorpe Miners Welfare             |                                |
| 1994–95  | Frecheville Community Association | Grimethorpe Miners Welfare        | Davy                                   |                                |
| 1995–96  | High Green Villa                  | Ecclesfield Red Rose              | Wickersley Old Boys                    |                                |
| 1996–97  | Denaby & Cadeby Miners Welfare    | Swinton Athletic                  | Wombwell Main                          |                                |
| 1997–98  | Phoenix                           | The Wetherby                      | Athersley Recreation                   |                                |
| 1998–99  | Wombwell Main                     | Hare & Hounds                     | Norton Woodseats                       |                                |
| 1999–00  | Athersley Recreation              | Wickersley Old Boys               | Grapes Roy Hancock                     |                                |
| 2000–01  | The Wetherby                      | Penistone Church                  | South Kirkby Colliery                  |                                |
| 2001–02  | Wombwell Main                     | Wickersley Old Boys               | Elm Tree                               |                                |
| 2002–03  | Wombwell Main                     | Elm Tree                          | Edlington Working Mens Club            |                                |
| 2003–04  | Athersley Recreation              | Hollinsend Amateur                | AFC Barnsley                           |                                |
| 2004–05  | Athersley Recreation              | Edlington Working Mens Club       | Dodworth Miners Welfare                |                                |
| 2005–06  | Mexborough Main Street            | Sheffield Lane Top                | Parkgate Dự bị                         |                                |
| 2006–07  | Athersley Recreation              | Davy                              | Worsbrough Bridge Athletic Dự bị       |                                |
| 2007–08  | Wombwell Main                     | Handsworth                        | Millmoor Juniors                       |                                |
| 2008–09  | Athersley Recreation              | Sheffield Dự bị                   | Aston                                  |                                |
| 2009–10  | Sheffield Dự bị                   | Ecclesfield Red Rose              | Frecheville Community Association      |                                |
| 2010–11  | Swallownest Miners Welfare        | Handsworth Dự bị                  | Houghton Main                          |                                |
| 2011–12  | Athersley Recreation              | Houghton Main                     | Athersley Recreation Dự bị             |                                |
| 2012–13  | Shaw Lane Aquaforce               | Oughtibridge War Memorial         | Jubilee Sports                         |                                |
| 2013–14  | Handsworth                        | Jubilee Sports                    | North Gawber Colliery                  |                                |
| 2014–15  | Swinton Athletic                  | North Gawber Colliery             | Denaby Main                            |                                |

| Mùa giải | Đội vô địch                       | Kết quả                                            | Á quân                                             | Sân                                                |
| -------- | --------------------------------- | -------------------------------------------------- | -------------------------------------------------- | -------------------------------------------------- |
| 1983–84  | Swinton Athletic                  | 3 – 1                                              | Rotherham Club                                     | Roundwood Sports Complex                           |
| 1984–85  | Arthur Lee                        | 3 – 2                                              | BSC Parkgate Dự bị                                 | Sandygate Road                                     |
| 1985–86  | BSC Parkgate Dự bị                | 2 – 1                                              | Crookes                                            | Silkstone Road                                     |
| 1986–87  | Maltby Miners Welfare Dự bị       | 1 – 1p                                             | Mexborough Main Street                             | Prince of Wales Road                               |
| 1987–88  | Sheffield Dự bị                   | 1 – 0                                              | Mexborough Main Street                             | Silkstone Road                                     |
| 1988–89  | Aurora United                     | 2 – 1                                              | Woodsetts Welfare                                  | Silkstone Road                                     |
| 1989–90  | Mexborough Northgate              | 3 – 2                                              | Wath Saracens Athletic                             | Roundwood Sports Complex                           |
| 1990–91  | Woodsetts Welfare                 | 3 – 1                                              | Ecclesfield Red Rose                               | Roundwood Sports Complex                           |
| 1991–92  | Ash House                         | 1 – 0                                              | Phoenix                                            | Bracken Moor                                       |
| 1992–93  | Frecheville Community Association | 5 – 4                                              | Goldthorpe Colliery                                | Bracken Moor                                       |
| 1993–94  | Mexborough Main Street            | 3 – 2                                              | Frecheville Community Association                  | Park Road                                          |
| 1994–95  | Ash House                         | Awarded to Ash House - semi-finalists disqualified | Awarded to Ash House - semi-finalists disqualified | Awarded to Ash House - semi-finalists disqualified |
| 1995–96  | Worsbridge Bridge Athletic Dự bị  | 3 – 2                                              | Grimethorpe Miners Welfare                         | Bracken Moor                                       |
| 1996–97  | Swinton Athletic                  | 2 – 1                                              | Wath Saracens                                      | Bracken Moor                                       |
| 1997–98  | Athersley Recreation              | 2 – 0                                              | Ecclesfield Red Rose                               | Bracken Moor                                       |
| 1998–99  | Frecheville Community Association | 1 – 0                                              | Phoenix                                            | Bracken Moor                                       |
| 1999–00  | Frecheville Community Association | 2 – 0                                              | Athersley Recreation                               | Bracken Moor                                       |
| 2000–01  | Worksop Town Dự bị                | 3 – 2                                              | The Wetherby                                       | Bracken Moor                                       |
| 2001–02  | Wombwell Main                     | 1 – 0                                              | Hallam Dự bị                                       | Bracken Moor                                       |
| 2002–03  | Edlington Working Mens Club       | 1 – 0                                              | Penistone Church                                   | Bracken Moor                                       |
| 2003–04  | AFC Barnsley                      | 4 – 0                                              | Elm Tree                                           | Bracken Moor                                       |
| 2004–05  | Sportsman Roy Hancock             | 5 – 0                                              | Handsworth                                         | Bracken Moor                                       |
| 2005–06  | Athersley Recreation              | 2 – 0                                              | Thorpe Hesley                                      | Bracken Moor                                       |
| 2006–07  | Stocksbridge Park Steels Dự bị    | 1 – 0                                              | Wombwell Main                                      | Bracken Moor                                       |
| 2007–08  | Wombwell Main                     | 4 – 0                                              | Caribbean Sports                                   | Bracken Moor                                       |
| 2008–09  | Athersley Recreation              | 3 – 1                                              | Thorpe Hesley                                      | Bracken Moor                                       |
| 2009–10  | Stocksbridge Park Steels Dự bị    | 1 – 0                                              | Dinnington Town Dự bị                              | Bracken Moor                                       |
| 2010–11  | Athersley Recreation              | 1 – 0                                              | Sheffield                                          | Bracken Moor                                       |
| 2011–12  | Penistone Church                  | 2 – 0                                              | Thorpe Hesley                                      | Sandy Lane                                         |
| 2012–13  | Wombwell Main                     | 3 – 0                                              | High Green Villa                                   | Sandy Lane                                         |
| 2013–14  | Penistone Church                  | 3 – 1                                              | Houghton Main                                      | Sandy Lane                                         |
| 2014–15  | Oughtibridge War Memorial         | 3 – 0                                              | Joker                                              | Sandy Lane                                         |

| Đội bóng                         | Vị thứ mùa giải 2014-15   |
| -------------------------------- | ------------------------- |
| Bawtry Town                      | thứ 13                    |
| Brinsworth Whitehill             | thứ 2 ở SYAL (thăng hạng) |
| Grimethorpe Sports               | thứ 1 ở SYAL (thăng hạng) |
| Hemsworth MW Dự bị               | N/A (đội bóng mới)        |
| Houghton Main Dự bị              | N/A (đội bóng mới)        |
| Kiveton Park                     | thứ 10                    |
| Maltby Main Dự bị                | thứ 7                     |
| New Bohemians                    | thứ 11                    |
| North Gawber Colliery Dự bị      | N/A (đội bóng mới)        |
| Sheffield Lane Top               | thứ 12                    |
| Swallownest Dự bị                | N/A (đội bóng mới)        |
| Treeton Terriers                 | N/A (đội bóng mới)        |
| Worsbrough Bridge Athletic Dự bị | thứ 5                     |

| Mùa giải | Premier Division                  | Division One                      | Division Two                           | Division Three                 |
| -------- | --------------------------------- | --------------------------------- | -------------------------------------- | ------------------------------ |
| 1983–84  | Windsor                           | Crookes                           | Woodsetts                              | Stella                         |
| 1984–85  | Ecclesfield Red Rose              | Firparnians                       | Brunsmeer                              | Staveley Works Dự bị           |
| 1985–86  | BSC Parkgate Dự bị                | Oxley Park                        | Worsbrough Bridge Miners Welfare Dự bị | Bradley                        |
| 1986–87  | Mexborough Main Street            | Maltby Miners Welfare Dự bị       | Parramore Sports                       | Denaby & Cadeby Miners Welfare |
| 1987–88  | Ash House                         | Ecclesfield Red Rose              | Denaby & Cadeby Miners Welfare         | Caribbean Sports               |
| 1988–89  | Ash House                         | Denaby & Cadeby Miners Welfare    | Goldthorpe Colliery                    | Wath St. James                 |
| 1989–90  | Ash House                         | Caribbean Sports                  | Wath St. James                         | Treble                         |
| 1990–91  | Ash House                         | Wath Saracens Athletic            | Thurcroft Ivanhoe                      | High Green Villa               |
| 1991–92  | Phoenix                           | Frecheville Community Association | High Green Villa                       | Staveley Miners Welfare        |
| 1992–93  | Frecheville Community Association | High Green Villa                  | Staveley Miners Welfare                |                                |
| 1993–94  | Mexborough Main Street            | Penistone Church                  | Grimethorpe Miners Welfare             |                                |
| 1994–95  | Frecheville Community Association | Grimethorpe Miners Welfare        | Davy                                   |                                |
| 1995–96  | High Green Villa                  | Ecclesfield Red Rose              | Wickersley Old Boys                    |                                |
| 1996–97  | Denaby & Cadeby Miners Welfare    | Swinton Athletic                  | Wombwell Main                          |                                |
| 1997–98  | Phoenix                           | The Wetherby                      | Athersley Recreation                   |                                |
| 1998–99  | Wombwell Main                     | Hare & Hounds                     | Norton Woodseats                       |                                |
| 1999–00  | Athersley Recreation              | Wickersley Old Boys               | Grapes Roy Hancock                     |                                |
| 2000–01  | The Wetherby                      | Penistone Church                  | South Kirkby Colliery                  |                                |
| 2001–02  | Wombwell Main                     | Wickersley Old Boys               | Elm Tree                               |                                |
| 2002–03  | Wombwell Main                     | Elm Tree                          | Edlington Working Mens Club            |                                |
| 2003–04  | Athersley Recreation              | Hollinsend Amateur                | AFC Barnsley                           |                                |
| 2004–05  | Athersley Recreation              | Edlington Working Mens Club       | Dodworth Miners Welfare                |                                |
| 2005–06  | Mexborough Main Street            | Sheffield Lane Top                | Parkgate Dự bị                         |                                |
| 2006–07  | Athersley Recreation              | Davy                              | Worsbrough Bridge Athletic Dự bị       |                                |
| 2007–08  | Wombwell Main                     | Handsworth                        | Millmoor Juniors                       |                                |
| 2008–09  | Athersley Recreation              | Sheffield Dự bị                   | Aston                                  |                                |
| 2009–10  | Sheffield Dự bị                   | Ecclesfield Red Rose              | Frecheville Community Association      |                                |
| 2010–11  | Swallownest Miners Welfare        | Handsworth Dự bị                  | Houghton Main                          |                                |
| 2011–12  | Athersley Recreation              | Houghton Main                     | Athersley Recreation Dự bị             |                                |
| 2012–13  | Shaw Lane Aquaforce               | Oughtibridge War Memorial         | Jubilee Sports                         |                                |
| 2013–14  | Handsworth                        | Jubilee Sports                    | North Gawber Colliery                  |                                |
| 2014–15  | Swinton Athletic                  | North Gawber Colliery             | Denaby Main                            |                                |

| Mùa giải | Đội vô địch                       | Kết quả                                            | Á quân                                             | Sân                                                |
| -------- | --------------------------------- | -------------------------------------------------- | -------------------------------------------------- | -------------------------------------------------- |
| 1983–84  | Swinton Athletic                  | 3 – 1                                              | Rotherham Club                                     | Roundwood Sports Complex                           |
| 1984–85  | Arthur Lee                        | 3 – 2                                              | BSC Parkgate Dự bị                                 | Sandygate Road                                     |
| 1985–86  | BSC Parkgate Dự bị                | 2 – 1                                              | Crookes                                            | Silkstone Road                                     |
| 1986–87  | Maltby Miners Welfare Dự bị       | 1 – 1p                                             | Mexborough Main Street                             | Prince of Wales Road                               |
| 1987–88  | Sheffield Dự bị                   | 1 – 0                                              | Mexborough Main Street                             | Silkstone Road                                     |
| 1988–89  | Aurora United                     | 2 – 1                                              | Woodsetts Welfare                                  | Silkstone Road                                     |
| 1989–90  | Mexborough Northgate              | 3 – 2                                              | Wath Saracens Athletic                             | Roundwood Sports Complex                           |
| 1990–91  | Woodsetts Welfare                 | 3 – 1                                              | Ecclesfield Red Rose                               | Roundwood Sports Complex                           |
| 1991–92  | Ash House                         | 1 – 0                                              | Phoenix                                            | Bracken Moor                                       |
| 1992–93  | Frecheville Community Association | 5 – 4                                              | Goldthorpe Colliery                                | Bracken Moor                                       |
| 1993–94  | Mexborough Main Street            | 3 – 2                                              | Frecheville Community Association                  | Park Road                                          |
| 1994–95  | Ash House                         | Awarded to Ash House - semi-finalists disqualified | Awarded to Ash House - semi-finalists disqualified | Awarded to Ash House - semi-finalists disqualified |
| 1995–96  | Worsbridge Bridge Athletic Dự bị  | 3 – 2                                              | Grimethorpe Miners Welfare                         | Bracken Moor                                       |
| 1996–97  | Swinton Athletic                  | 2 – 1                                              | Wath Saracens                                      | Bracken Moor                                       |
| 1997–98  | Athersley Recreation              | 2 – 0                                              | Ecclesfield Red Rose                               | Bracken Moor                                       |
| 1998–99  | Frecheville Community Association | 1 – 0                                              | Phoenix                                            | Bracken Moor                                       |
| 1999–00  | Frecheville Community Association | 2 – 0                                              | Athersley Recreation                               | Bracken Moor                                       |
| 2000–01  | Worksop Town Dự bị                | 3 – 2                                              | The Wetherby                                       | Bracken Moor                                       |
| 2001–02  | Wombwell Main                     | 1 – 0                                              | Hallam Dự bị                                       | Bracken Moor                                       |
| 2002–03  | Edlington Working Mens Club       | 1 – 0                                              | Penistone Church                                   | Bracken Moor                                       |
| 2003–04  | AFC Barnsley                      | 4 – 0                                              | Elm Tree                                           | Bracken Moor                                       |
| 2004–05  | Sportsman Roy Hancock             | 5 – 0                                              | Handsworth                                         | Bracken Moor                                       |
| 2005–06  | Athersley Recreation              | 2 – 0                                              | Thorpe Hesley                                      | Bracken Moor                                       |
| 2006–07  | Stocksbridge Park Steels Dự bị    | 1 – 0                                              | Wombwell Main                                      | Bracken Moor                                       |
| 2007–08  | Wombwell Main                     | 4 – 0                                              | Caribbean Sports                                   | Bracken Moor                                       |
| 2008–09  | Athersley Recreation              | 3 – 1                                              | Thorpe Hesley                                      | Bracken Moor                                       |
| 2009–10  | Stocksbridge Park Steels Dự bị    | 1 – 0                                              | Dinnington Town Dự bị                              | Bracken Moor                                       |
| 2010–11  | Athersley Recreation              | 1 – 0                                              | Sheffield                                          | Bracken Moor                                       |
| 2011–12  | Penistone Church                  | 2 – 0                                              | Thorpe Hesley                                      | Sandy Lane                                         |
| 2012–13  | Wombwell Main                     | 3 – 0                                              | High Green Villa                                   | Sandy Lane                                         |
| 2013–14  | Penistone Church                  | 3 – 1                                              | Houghton Main                                      | Sandy Lane                                         |
| 2014–15  | Oughtibridge War Memorial         | 3 – 0                                              | Joker                                              | Sandy Lane                                         |

| Đội bóng               | Vị thứ mùa giải 2014-15                |
| ---------------------- | -------------------------------------- |
| AFC Dronfield          | thứ 9                                  |
| Byron House            | thứ 4 ở Division Two (promoted)        |
| Caribbean Sports       | thứ 2 ở Division Two (promoted)        |
| Davy                   | thứ 11                                 |
| Denaby Main            | thứ 1 ở Division Two (thăng hạng)      |
| Denaby United          | thứ 3 ở Division Two (thăng hạng)      |
| Ecclesfield Red Rose   | thứ 4                                  |
| High Green Villa       | thứ 7                                  |
| Kingstone United       | thứ 6                                  |
| Millmoor Juniors Dự bị | thứ 12                                 |
| Sheffield Bankers      | thứ 10                                 |
| Silkstone United       | thứ 5                                  |
| South Kirkby Colliery  | thứ 8                                  |
| Wombwell Main          | thứ 11 ở Premier Division (xuống hạng) |

| Đội bóng                         | Vị thứ mùa giải 2014-15   |
| -------------------------------- | ------------------------- |
| Bawtry Town                      | thứ 13                    |
| Brinsworth Whitehill             | thứ 2 ở SYAL (thăng hạng) |
| Grimethorpe Sports               | thứ 1 ở SYAL (thăng hạng) |
| Hemsworth MW Dự bị               | N/A (đội bóng mới)        |
| Houghton Main Dự bị              | N/A (đội bóng mới)        |
| Kiveton Park                     | thứ 10                    |
| Maltby Main Dự bị                | thứ 7                     |
| New Bohemians                    | thứ 11                    |
| North Gawber Colliery Dự bị      | N/A (đội bóng mới)        |
| Sheffield Lane Top               | thứ 12                    |
| Swallownest Dự bị                | N/A (đội bóng mới)        |
| Treeton Terriers                 | N/A (đội bóng mới)        |
| Worsbrough Bridge Athletic Dự bị | thứ 5                     |

| Mùa giải | Premier Division                  | Division One                      | Division Two                           | Division Three                 |
| -------- | --------------------------------- | --------------------------------- | -------------------------------------- | ------------------------------ |
| 1983–84  | Windsor                           | Crookes                           | Woodsetts                              | Stella                         |
| 1984–85  | Ecclesfield Red Rose              | Firparnians                       | Brunsmeer                              | Staveley Works Dự bị           |
| 1985–86  | BSC Parkgate Dự bị                | Oxley Park                        | Worsbrough Bridge Miners Welfare Dự bị | Bradley                        |
| 1986–87  | Mexborough Main Street            | Maltby Miners Welfare Dự bị       | Parramore Sports                       | Denaby & Cadeby Miners Welfare |
| 1987–88  | Ash House                         | Ecclesfield Red Rose              | Denaby & Cadeby Miners Welfare         | Caribbean Sports               |
| 1988–89  | Ash House                         | Denaby & Cadeby Miners Welfare    | Goldthorpe Colliery                    | Wath St. James                 |
| 1989–90  | Ash House                         | Caribbean Sports                  | Wath St. James                         | Treble                         |
| 1990–91  | Ash House                         | Wath Saracens Athletic            | Thurcroft Ivanhoe                      | High Green Villa               |
| 1991–92  | Phoenix                           | Frecheville Community Association | High Green Villa                       | Staveley Miners Welfare        |
| 1992–93  | Frecheville Community Association | High Green Villa                  | Staveley Miners Welfare                |                                |
| 1993–94  | Mexborough Main Street            | Penistone Church                  | Grimethorpe Miners Welfare             |                                |
| 1994–95  | Frecheville Community Association | Grimethorpe Miners Welfare        | Davy                                   |                                |
| 1995–96  | High Green Villa                  | Ecclesfield Red Rose              | Wickersley Old Boys                    |                                |
| 1996–97  | Denaby & Cadeby Miners Welfare    | Swinton Athletic                  | Wombwell Main                          |                                |
| 1997–98  | Phoenix                           | The Wetherby                      | Athersley Recreation                   |                                |
| 1998–99  | Wombwell Main                     | Hare & Hounds                     | Norton Woodseats                       |                                |
| 1999–00  | Athersley Recreation              | Wickersley Old Boys               | Grapes Roy Hancock                     |                                |
| 2000–01  | The Wetherby                      | Penistone Church                  | South Kirkby Colliery                  |                                |
| 2001–02  | Wombwell Main                     | Wickersley Old Boys               | Elm Tree                               |                                |
| 2002–03  | Wombwell Main                     | Elm Tree                          | Edlington Working Mens Club            |                                |
| 2003–04  | Athersley Recreation              | Hollinsend Amateur                | AFC Barnsley                           |                                |
| 2004–05  | Athersley Recreation              | Edlington Working Mens Club       | Dodworth Miners Welfare                |                                |
| 2005–06  | Mexborough Main Street            | Sheffield Lane Top                | Parkgate Dự bị                         |                                |
| 2006–07  | Athersley Recreation              | Davy                              | Worsbrough Bridge Athletic Dự bị       |                                |
| 2007–08  | Wombwell Main                     | Handsworth                        | Millmoor Juniors                       |                                |
| 2008–09  | Athersley Recreation              | Sheffield Dự bị                   | Aston                                  |                                |
| 2009–10  | Sheffield Dự bị                   | Ecclesfield Red Rose              | Frecheville Community Association      |                                |
| 2010–11  | Swallownest Miners Welfare        | Handsworth Dự bị                  | Houghton Main                          |                                |
| 2011–12  | Athersley Recreation              | Houghton Main                     | Athersley Recreation Dự bị             |                                |
| 2012–13  | Shaw Lane Aquaforce               | Oughtibridge War Memorial         | Jubilee Sports                         |                                |
| 2013–14  | Handsworth                        | Jubilee Sports                    | North Gawber Colliery                  |                                |
| 2014–15  | Swinton Athletic                  | North Gawber Colliery             | Denaby Main                            |                                |

| Mùa giải | Đội vô địch                       | Kết quả                                            | Á quân                                             | Sân                                                |
| -------- | --------------------------------- | -------------------------------------------------- | -------------------------------------------------- | -------------------------------------------------- |
| 1983–84  | Swinton Athletic                  | 3 – 1                                              | Rotherham Club                                     | Roundwood Sports Complex                           |
| 1984–85  | Arthur Lee                        | 3 – 2                                              | BSC Parkgate Dự bị                                 | Sandygate Road                                     |
| 1985–86  | BSC Parkgate Dự bị                | 2 – 1                                              | Crookes                                            | Silkstone Road                                     |
| 1986–87  | Maltby Miners Welfare Dự bị       | 1 – 1p                                             | Mexborough Main Street                             | Prince of Wales Road                               |
| 1987–88  | Sheffield Dự bị                   | 1 – 0                                              | Mexborough Main Street                             | Silkstone Road                                     |
| 1988–89  | Aurora United                     | 2 – 1                                              | Woodsetts Welfare                                  | Silkstone Road                                     |
| 1989–90  | Mexborough Northgate              | 3 – 2                                              | Wath Saracens Athletic                             | Roundwood Sports Complex                           |
| 1990–91  | Woodsetts Welfare                 | 3 – 1                                              | Ecclesfield Red Rose                               | Roundwood Sports Complex                           |
| 1991–92  | Ash House                         | 1 – 0                                              | Phoenix                                            | Bracken Moor                                       |
| 1992–93  | Frecheville Community Association | 5 – 4                                              | Goldthorpe Colliery                                | Bracken Moor                                       |
| 1993–94  | Mexborough Main Street            | 3 – 2                                              | Frecheville Community Association                  | Park Road                                          |
| 1994–95  | Ash House                         | Awarded to Ash House - semi-finalists disqualified | Awarded to Ash House - semi-finalists disqualified | Awarded to Ash House - semi-finalists disqualified |
| 1995–96  | Worsbridge Bridge Athletic Dự bị  | 3 – 2                                              | Grimethorpe Miners Welfare                         | Bracken Moor                                       |
| 1996–97  | Swinton Athletic                  | 2 – 1                                              | Wath Saracens                                      | Bracken Moor                                       |
| 1997–98  | Athersley Recreation              | 2 – 0                                              | Ecclesfield Red Rose                               | Bracken Moor                                       |
| 1998–99  | Frecheville Community Association | 1 – 0                                              | Phoenix                                            | Bracken Moor                                       |
| 1999–00  | Frecheville Community Association | 2 – 0                                              | Athersley Recreation                               | Bracken Moor                                       |
| 2000–01  | Worksop Town Dự bị                | 3 – 2                                              | The Wetherby                                       | Bracken Moor                                       |
| 2001–02  | Wombwell Main                     | 1 – 0                                              | Hallam Dự bị                                       | Bracken Moor                                       |
| 2002–03  | Edlington Working Mens Club       | 1 – 0                                              | Penistone Church                                   | Bracken Moor                                       |
| 2003–04  | AFC Barnsley                      | 4 – 0                                              | Elm Tree                                           | Bracken Moor                                       |
| 2004–05  | Sportsman Roy Hancock             | 5 – 0                                              | Handsworth                                         | Bracken Moor                                       |
| 2005–06  | Athersley Recreation              | 2 – 0                                              | Thorpe Hesley                                      | Bracken Moor                                       |
| 2006–07  | Stocksbridge Park Steels Dự bị    | 1 – 0                                              | Wombwell Main                                      | Bracken Moor                                       |
| 2007–08  | Wombwell Main                     | 4 – 0                                              | Caribbean Sports                                   | Bracken Moor                                       |
| 2008–09  | Athersley Recreation              | 3 – 1                                              | Thorpe Hesley                                      | Bracken Moor                                       |
| 2009–10  | Stocksbridge Park Steels Dự bị    | 1 – 0                                              | Dinnington Town Dự bị                              | Bracken Moor                                       |
| 2010–11  | Athersley Recreation              | 1 – 0                                              | Sheffield                                          | Bracken Moor                                       |
| 2011–12  | Penistone Church                  | 2 – 0                                              | Thorpe Hesley                                      | Sandy Lane                                         |
| 2012–13  | Wombwell Main                     | 3 – 0                                              | High Green Villa                                   | Sandy Lane                                         |
| 2013–14  | Penistone Church                  | 3 – 1                                              | Houghton Main                                      | Sandy Lane                                         |
| 2014–15  | Oughtibridge War Memorial         | 3 – 0                                              | Joker                                              | Sandy Lane                                         |

| Đội bóng                         | Vị thứ mùa giải 2014-15   |
| -------------------------------- | ------------------------- |
| Bawtry Town                      | thứ 13                    |
| Brinsworth Whitehill             | thứ 2 ở SYAL (thăng hạng) |
| Grimethorpe Sports               | thứ 1 ở SYAL (thăng hạng) |
| Hemsworth MW Dự bị               | N/A (đội bóng mới)        |
| Houghton Main Dự bị              | N/A (đội bóng mới)        |
| Kiveton Park                     | thứ 10                    |
| Maltby Main Dự bị                | thứ 7                     |
| New Bohemians                    | thứ 11                    |
| North Gawber Colliery Dự bị      | N/A (đội bóng mới)        |
| Sheffield Lane Top               | thứ 12                    |
| Swallownest Dự bị                | N/A (đội bóng mới)        |
| Treeton Terriers                 | N/A (đội bóng mới)        |
| Worsbrough Bridge Athletic Dự bị | thứ 5                     |

| Mùa giải | Premier Division                  | Division One                      | Division Two                           | Division Three                 |
| -------- | --------------------------------- | --------------------------------- | -------------------------------------- | ------------------------------ |
| 1983–84  | Windsor                           | Crookes                           | Woodsetts                              | Stella                         |
| 1984–85  | Ecclesfield Red Rose              | Firparnians                       | Brunsmeer                              | Staveley Works Dự bị           |
| 1985–86  | BSC Parkgate Dự bị                | Oxley Park                        | Worsbrough Bridge Miners Welfare Dự bị | Bradley                        |
| 1986–87  | Mexborough Main Street            | Maltby Miners Welfare Dự bị       | Parramore Sports                       | Denaby & Cadeby Miners Welfare |
| 1987–88  | Ash House                         | Ecclesfield Red Rose              | Denaby & Cadeby Miners Welfare         | Caribbean Sports               |
| 1988–89  | Ash House                         | Denaby & Cadeby Miners Welfare    | Goldthorpe Colliery                    | Wath St. James                 |
| 1989–90  | Ash House                         | Caribbean Sports                  | Wath St. James                         | Treble                         |
| 1990–91  | Ash House                         | Wath Saracens Athletic            | Thurcroft Ivanhoe                      | High Green Villa               |
| 1991–92  | Phoenix                           | Frecheville Community Association | High Green Villa                       | Staveley Miners Welfare        |
| 1992–93  | Frecheville Community Association | High Green Villa                  | Staveley Miners Welfare                |                                |
| 1993–94  | Mexborough Main Street            | Penistone Church                  | Grimethorpe Miners Welfare             |                                |
| 1994–95  | Frecheville Community Association | Grimethorpe Miners Welfare        | Davy                                   |                                |
| 1995–96  | High Green Villa                  | Ecclesfield Red Rose              | Wickersley Old Boys                    |                                |
| 1996–97  | Denaby & Cadeby Miners Welfare    | Swinton Athletic                  | Wombwell Main                          |                                |
| 1997–98  | Phoenix                           | The Wetherby                      | Athersley Recreation                   |                                |
| 1998–99  | Wombwell Main                     | Hare & Hounds                     | Norton Woodseats                       |                                |
| 1999–00  | Athersley Recreation              | Wickersley Old Boys               | Grapes Roy Hancock                     |                                |
| 2000–01  | The Wetherby                      | Penistone Church                  | South Kirkby Colliery                  |                                |
| 2001–02  | Wombwell Main                     | Wickersley Old Boys               | Elm Tree                               |                                |
| 2002–03  | Wombwell Main                     | Elm Tree                          | Edlington Working Mens Club            |                                |
| 2003–04  | Athersley Recreation              | Hollinsend Amateur                | AFC Barnsley                           |                                |
| 2004–05  | Athersley Recreation              | Edlington Working Mens Club       | Dodworth Miners Welfare                |                                |
| 2005–06  | Mexborough Main Street            | Sheffield Lane Top                | Parkgate Dự bị                         |                                |
| 2006–07  | Athersley Recreation              | Davy                              | Worsbrough Bridge Athletic Dự bị       |                                |
| 2007–08  | Wombwell Main                     | Handsworth                        | Millmoor Juniors                       |                                |
| 2008–09  | Athersley Recreation              | Sheffield Dự bị                   | Aston                                  |                                |
| 2009–10  | Sheffield Dự bị                   | Ecclesfield Red Rose              | Frecheville Community Association      |                                |
| 2010–11  | Swallownest Miners Welfare        | Handsworth Dự bị                  | Houghton Main                          |                                |
| 2011–12  | Athersley Recreation              | Houghton Main                     | Athersley Recreation Dự bị             |                                |
| 2012–13  | Shaw Lane Aquaforce               | Oughtibridge War Memorial         | Jubilee Sports                         |                                |
| 2013–14  | Handsworth                        | Jubilee Sports                    | North Gawber Colliery                  |                                |
| 2014–15  | Swinton Athletic                  | North Gawber Colliery             | Denaby Main                            |                                |

| Mùa giải | Đội vô địch                       | Kết quả                                            | Á quân                                             | Sân                                                |
| -------- | --------------------------------- | -------------------------------------------------- | -------------------------------------------------- | -------------------------------------------------- |
| 1983–84  | Swinton Athletic                  | 3 – 1                                              | Rotherham Club                                     | Roundwood Sports Complex                           |
| 1984–85  | Arthur Lee                        | 3 – 2                                              | BSC Parkgate Dự bị                                 | Sandygate Road                                     |
| 1985–86  | BSC Parkgate Dự bị                | 2 – 1                                              | Crookes                                            | Silkstone Road                                     |
| 1986–87  | Maltby Miners Welfare Dự bị       | 1 – 1p                                             | Mexborough Main Street                             | Prince of Wales Road                               |
| 1987–88  | Sheffield Dự bị                   | 1 – 0                                              | Mexborough Main Street                             | Silkstone Road                                     |
| 1988–89  | Aurora United                     | 2 – 1                                              | Woodsetts Welfare                                  | Silkstone Road                                     |
| 1989–90  | Mexborough Northgate              | 3 – 2                                              | Wath Saracens Athletic                             | Roundwood Sports Complex                           |
| 1990–91  | Woodsetts Welfare                 | 3 – 1                                              | Ecclesfield Red Rose                               | Roundwood Sports Complex                           |
| 1991–92  | Ash House                         | 1 – 0                                              | Phoenix                                            | Bracken Moor                                       |
| 1992–93  | Frecheville Community Association | 5 – 4                                              | Goldthorpe Colliery                                | Bracken Moor                                       |
| 1993–94  | Mexborough Main Street            | 3 – 2                                              | Frecheville Community Association                  | Park Road                                          |
| 1994–95  | Ash House                         | Awarded to Ash House - semi-finalists disqualified | Awarded to Ash House - semi-finalists disqualified | Awarded to Ash House - semi-finalists disqualified |
| 1995–96  | Worsbridge Bridge Athletic Dự bị  | 3 – 2                                              | Grimethorpe Miners Welfare                         | Bracken Moor                                       |
| 1996–97  | Swinton Athletic                  | 2 – 1                                              | Wath Saracens                                      | Bracken Moor                                       |
| 1997–98  | Athersley Recreation              | 2 – 0                                              | Ecclesfield Red Rose                               | Bracken Moor                                       |
| 1998–99  | Frecheville Community Association | 1 – 0                                              | Phoenix                                            | Bracken Moor                                       |
| 1999–00  | Frecheville Community Association | 2 – 0                                              | Athersley Recreation                               | Bracken Moor                                       |
| 2000–01  | Worksop Town Dự bị                | 3 – 2                                              | The Wetherby                                       | Bracken Moor                                       |
| 2001–02  | Wombwell Main                     | 1 – 0                                              | Hallam Dự bị                                       | Bracken Moor                                       |
| 2002–03  | Edlington Working Mens Club       | 1 – 0                                              | Penistone Church                                   | Bracken Moor                                       |
| 2003–04  | AFC Barnsley                      | 4 – 0                                              | Elm Tree                                           | Bracken Moor                                       |
| 2004–05  | Sportsman Roy Hancock             | 5 – 0                                              | Handsworth                                         | Bracken Moor                                       |
| 2005–06  | Athersley Recreation              | 2 – 0                                              | Thorpe Hesley                                      | Bracken Moor                                       |
| 2006–07  | Stocksbridge Park Steels Dự bị    | 1 – 0                                              | Wombwell Main                                      | Bracken Moor                                       |
| 2007–08  | Wombwell Main                     | 4 – 0                                              | Caribbean Sports                                   | Bracken Moor                                       |
| 2008–09  | Athersley Recreation              | 3 – 1                                              | Thorpe Hesley                                      | Bracken Moor                                       |
| 2009–10  | Stocksbridge Park Steels Dự bị    | 1 – 0                                              | Dinnington Town Dự bị                              | Bracken Moor                                       |
| 2010–11  | Athersley Recreation              | 1 – 0                                              | Sheffield                                          | Bracken Moor                                       |
| 2011–12  | Penistone Church                  | 2 – 0                                              | Thorpe Hesley                                      | Sandy Lane                                         |
| 2012–13  | Wombwell Main                     | 3 – 0                                              | High Green Villa                                   | Sandy Lane                                         |
| 2013–14  | Penistone Church                  | 3 – 1                                              | Houghton Main                                      | Sandy Lane                                         |
| 2014–15  | Oughtibridge War Memorial         | 3 – 0                                              | Joker                                              | Sandy Lane                                         |